# Agustin Jerónimo de Iturbide y Huarte
Agustin Jerónimo de Iturbide y Huarte (ur. 30 września 1807 w Valladolid, Yucatán, zm. 11 listopada 1866 w Nowym Jorku) – w latach 1822–1823 następca tronu Meksyku z tytułem książę cesarski Meksyku (hisz. Principe Imperial de México), po 1824 pretendent do tronu meksykańskiego jako Augustyn II

## Życiorys
Agustin Jerónimo był synem pierwszego cesarza Meksyku Agustína de Iturbide i jego żony cesarzowej Anny Marii. Po proklamowaniu cesarstwa został oficjalnie ogłoszony następcą tronu.
Po upadku Pierwszego Cesarstwa został wygnany z kraju. Uczęszczał do szkoły w Amplefortk w Yorkshire. Jego ojciec został rozstrzelany po powrocie do Meksyku w 1824 roku. W wieku dwudziestu lat udał się do Kolumbii, gdzie przebywał do 1830 roku pod rozkazami Simóna Bolívara, którego był adiutantem i którego bardzo szanował.
Agustin wrócił do Meksyku po śmierci Bolívara w 1830 roku. Kongres meksykański zarządził jednak wydalenie byłej rodziny cesarskiej i w marcu 1831 roku eksnastępca tronu został mianowany sekretarzem poselstwa Meksyku w Stanach Zjednoczonych, z pensją trzech i pół tysiąca peso na rok; wykonywał tę pracę do 29 marca 1833 roku. Następnego dnia został przeniesiony do Londynu z taką samą pensją, a w 1835 roku rozpoczął pełnienie obowiązków radcy handlowego, co trwało aż do 1838 roku.
Książę Agustin nie ożenił się i zmarł w Nowym Jorku w 1866 roku. Został pochowany w Filadelfii obok matki.